# Kvarteret Diana

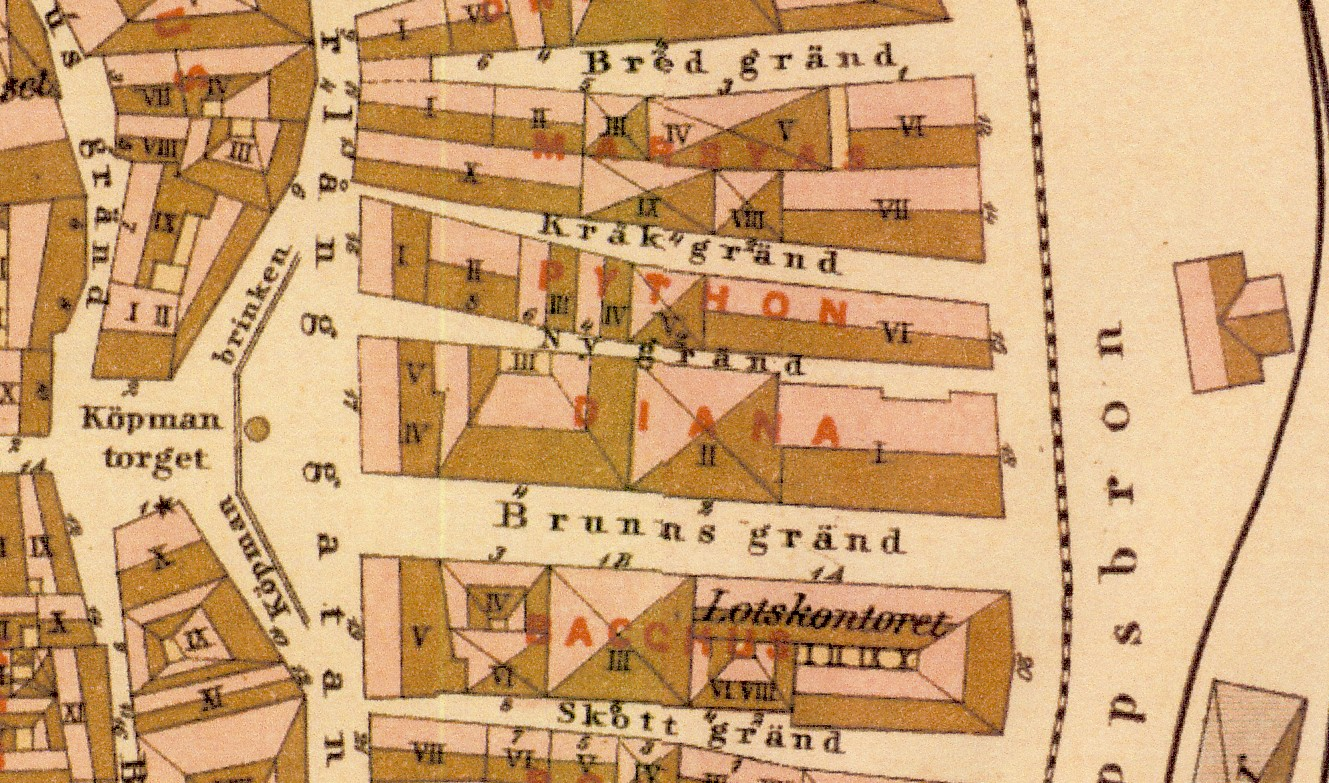
Kvarteren Python, Diana, Baccus m.fl. på A.R. Lundgrens karta från 1885

Kvarteret Diana är ett kvarter i Gamla stan i Stockholm.  Kvarteret omges av Österlånggatan i väst, Brunnsgränd i syd, Skeppsbron i öst och Nygränd i norr. I anslutning mot väst ligger Köpmantorget.

## Namnet
Den övervägande delen av kvarteren i Gamla stan har döpts efter begrepp ur den grekiska och romerska mytologin. Diana var den vilda djurens och jaktens gudinna och motsvarar grekernas Artemis.

## Kvarteret

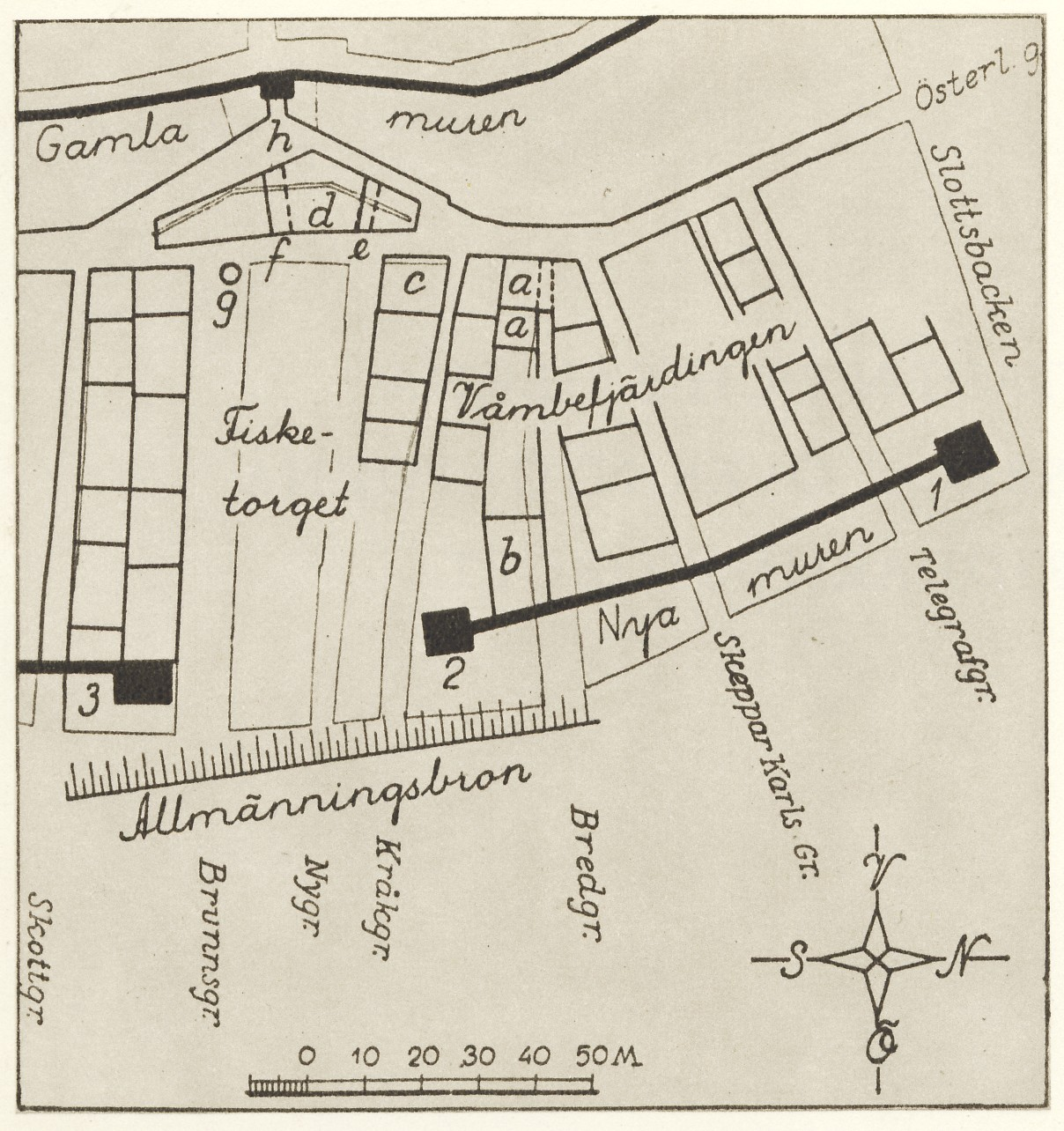
Rekonstruktion av området kring Fiskartorget på 1450-talet (norr är till höger).a-d är större stenhus, g är torgbrunnen.

Kvarteret bildades år 1729 och hade då 10 fastigeheter (Östra 50, Östra 51, Östra 52, Östra 53, Östra 54, Östra 55, Östra 56, Östra 57, Östra 58 och Östra 59). På Lundgrens karta från 1885 redovisas 5 fastigheter, som anges med romerska siffror (Diana I-V). Idag har kvarteret tre fastigheter; Diana 1, 2 och 4.
På medeltiden och fram till 1520-talet låg på platsen för kvarteret Diana Fiskartorget, som var Stockholms största torg med hamn och försäljning av produkter från skärgården. Vid den tiden inramades torget av magasin, sjöbodar och krogar. År 1525 eldhärjades området. Efter branden styckade staden upp det tidigare Fiskartorget i flera tomter som bebyggdes med korsvirkeshus och bodar av trä och sten. Åren 1637-1641 fanns totalt 21 bodar som hyrdes ut till ryska handelsmän. Strandlinjen gick vid den tiden längre inåt land och flyttades österut genom utfyllnader och landhöjningen. År 1641 revs de så kallade ryssbodarna. Efter 1640-talet hade även den gamla stadsmuren mot öst rivits. Skeppsbroraden började byggas och kvarteren längs Saltsjön bildades (se Stadsplanering i Gamla stan). 
På 1700-talet beboddes huset Brunnsgränd 4 av Hindrich Nywardt, han var vindragarlagets ålderman. En av de sista vintapparställen fanns kvar till 1800-talets slut vid Brunnsgränd 2-4. Där har numera Källaren Diana sin restaurang. Byggnaden i kvarterets östra del, Skeppsbron 18, skapades åren 1909-1910 av arkitektfirman Hagström & Ekman för grosshandlaren K. Lundström. Den höga byggnaden ersatte ett välbevarat 1700-talspalats, som hade byggts 1744 för konsul Johan Clason och såldes av dennes son till Christian Hebbe d.y. på 1760-talet. Byggnaden kallades då "Clason-Hebbeska huset". Byggnaden i kvarterets västra del, Österlånggatan 17, uppfördes 1902 efter ritningar av Carl Malmström. Fasadens gestaltning tycks vara inspirerad av det betydligt äldre Sjöfartshuset vid Skeppsbron 10. Husets bottenvåning utformades ursprungligen för butiksändamål och här fanns butiker fram till 1924. Idag finns en restaurang i bottenvåningen.

## Bilder

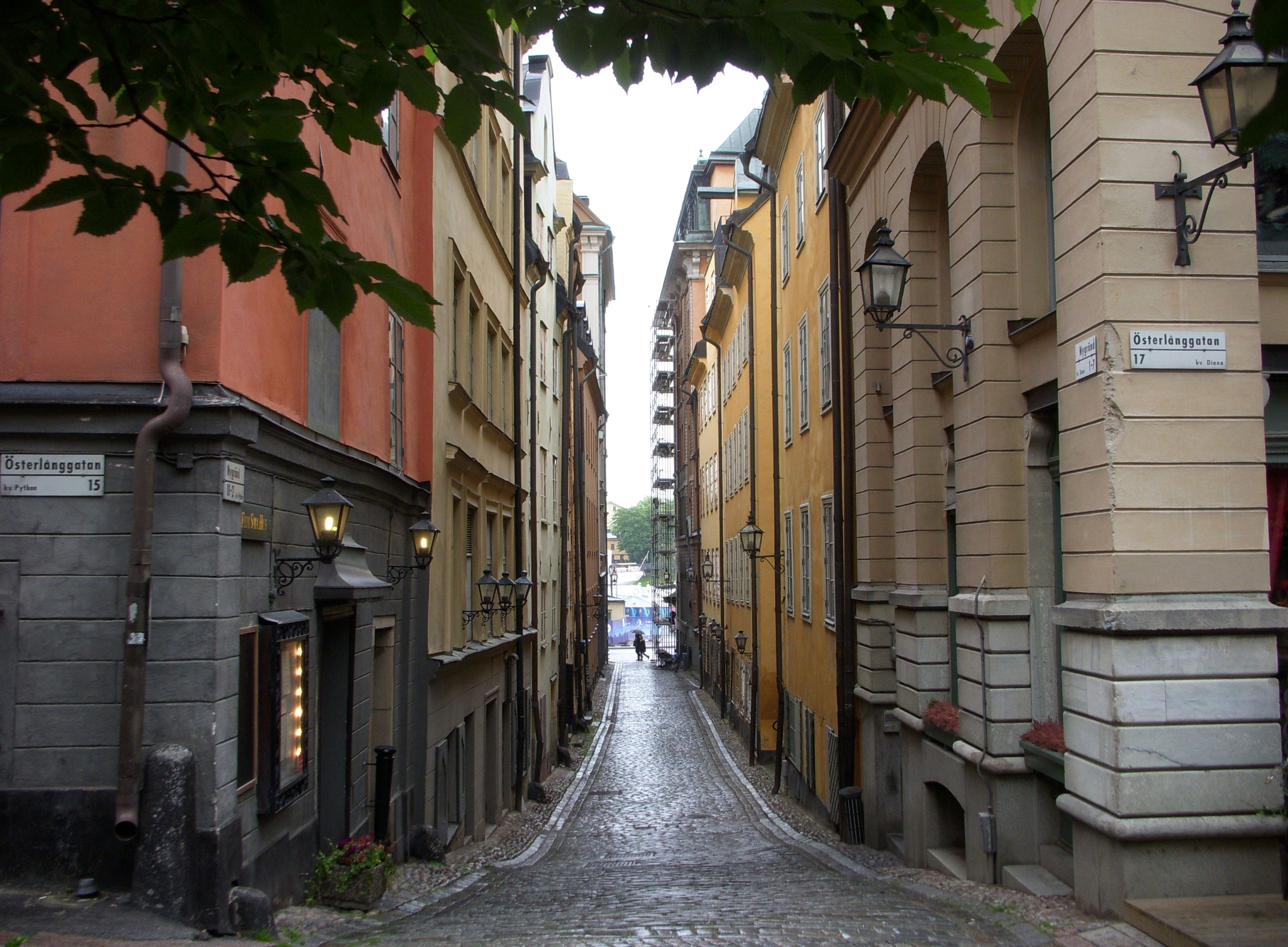
Nygränd mot öst, "kv Diana" t.h.
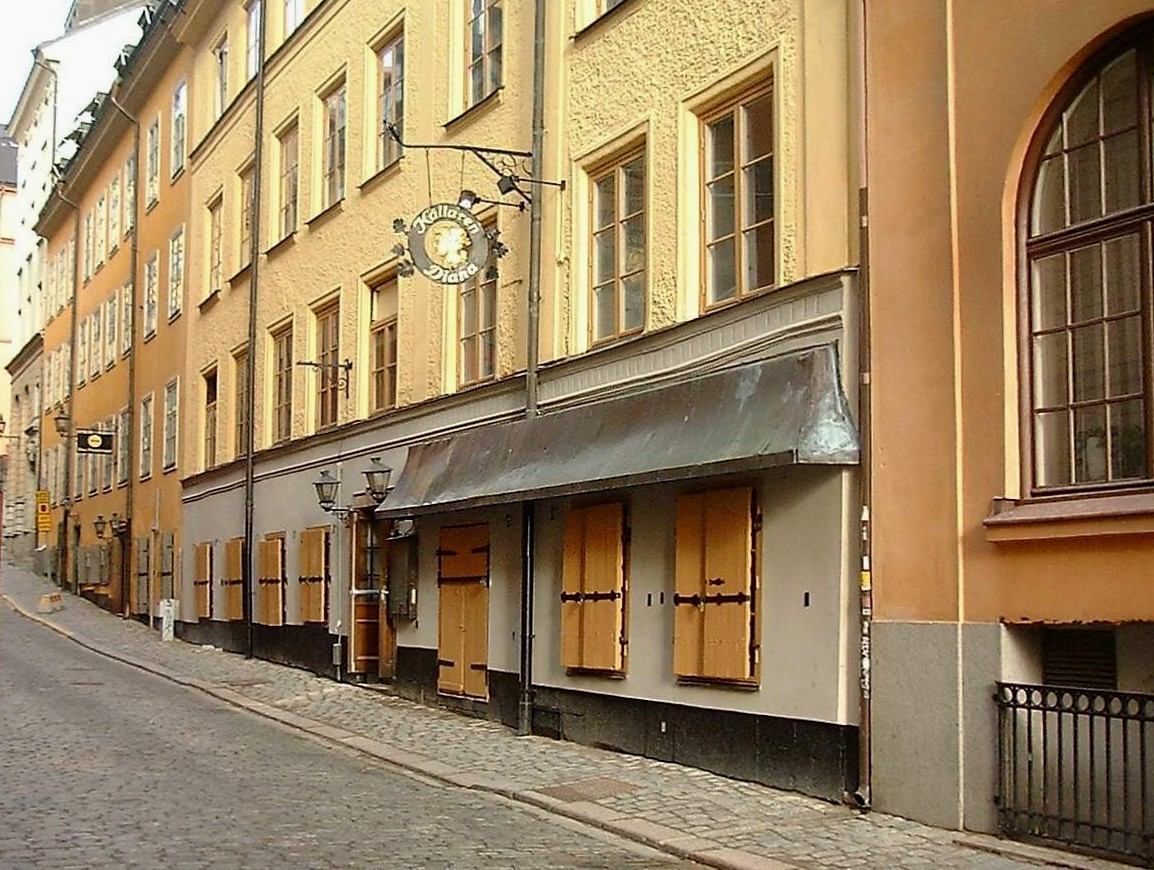
Brunnsgränd mot väst
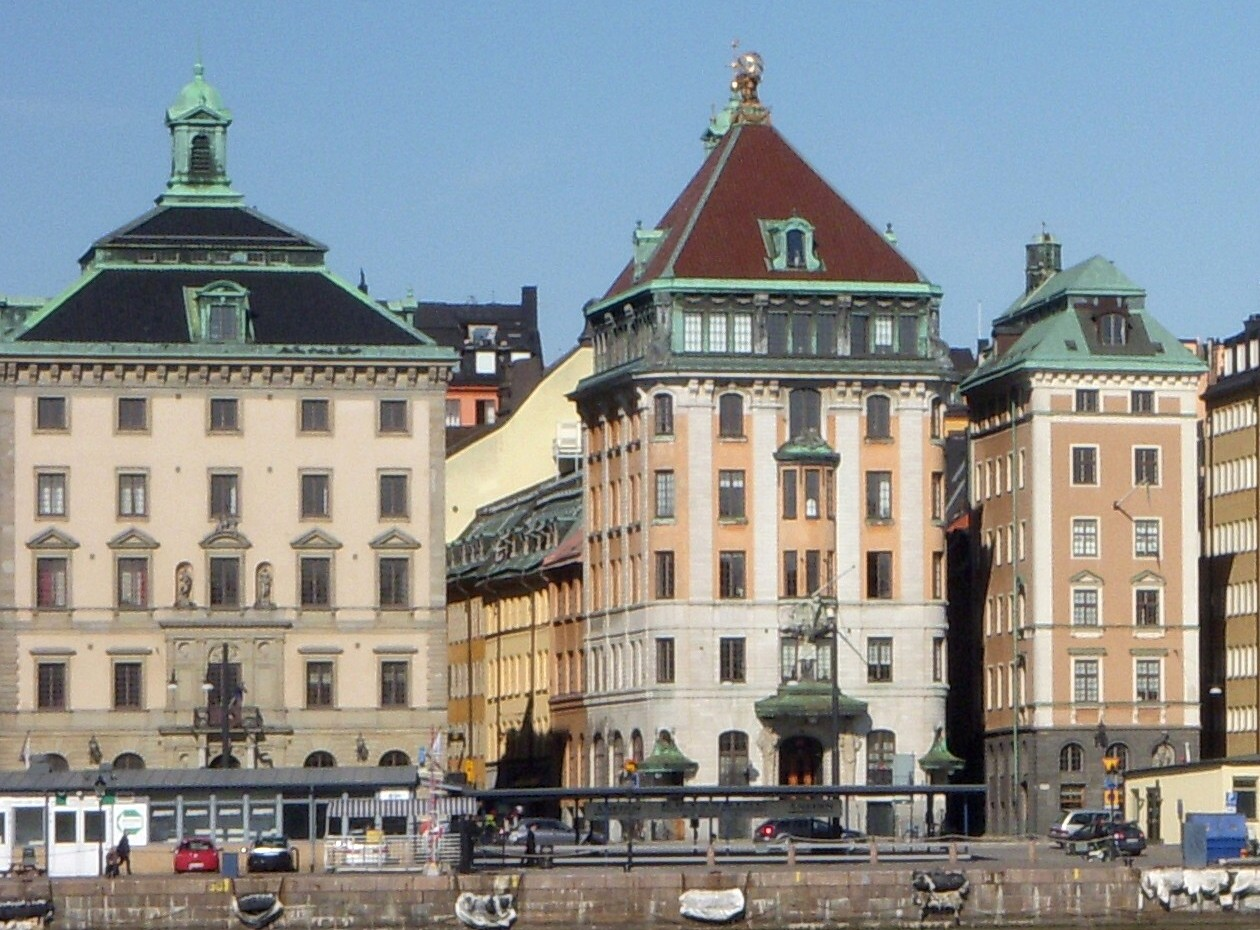
Skeppsbron 18 i mitten
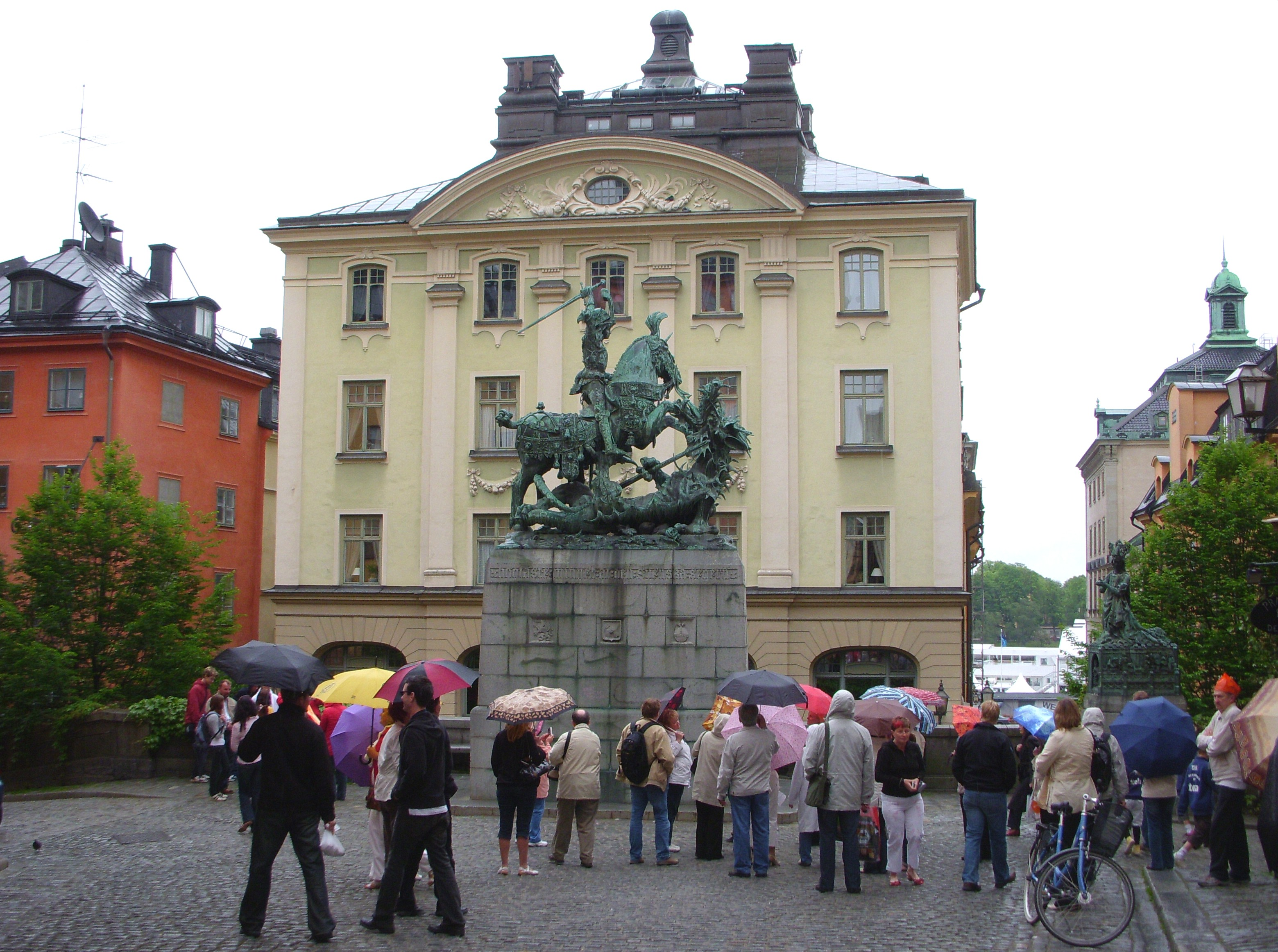
Kvarteret Diana från Köpmantorget